# Berliet T100
Il Berliet T100 è un camion specializzato per le esplorazioni petrolifere nel Sahara, presentato nel 1957 e prodotto in 4 esemplari dalla Casa francese Berliet. All'epoca era l'autocarro più grande del mondo.

## Progetto
Nel 1954 furono scoperti giacimenti petroliferi nel Sahara algerino. Invitato nel 1956 dal direttore della Shell a Al-Mani'a, il costruttore Paul Berliet constata l'inadeguatezza dei mezzi disponibili, e decide di costruire un mezzo in grado di trasportare oltre 50 t di materiali sulle dune desertiche.

## Gli esemplari
I primi 3 esemplari avevano la cabina arretrata, mentre il quarto ed ultimo (il T100 non ha ottenuto il successo commerciale sperato) fu allestito con cabina avanzata equipaggiata di posti letto.
Il motore era un Cummins diesel biturbo con 12 cilindri a V per una cilindrata di 29.610 cc, una potenza di 600 cv (poi incrementati a 700). Lo sterzo era azionato da un piccolo motore Panhard dedicato.
I primi due esemplari, gli unici ad oggi sopravvissuti dopo un tempo di utilizzo operativo relativamente breve dovuto alla scoperta di giacimenti più facilmente accessibili, hanno un peso totale poco superiore alle 100 t, distribuito su 3 assi. Le ruote hanno un diametro di 2,2 m ed un peso di 1 t, di cui motrici 6 nel primo esemplare e 4 nel secondo (conservato dal 1981 alla Fondazione Berliet). La velocità massima è di 34 km/h.
Il terzo esemplare, costruito nel 1959 e demolito nel 1978, era allestito come dumper 6x4, aveva peso totale a terra aumentato a 155 t e fu utilizzato in una miniera francese.
Il quarto esemplare già citato, con allestimento 6x6, inoltre fu successivamente dotato di un motore da elicottero da 1.000 cv, ma il suo sviluppo non ebbe seguito a causa del consumo eccessivo.
Nel 1970 Berliet propone un altro veicolo simile, il GXO, accreditato di 120 t di peso totale e costruito in un solo prototipo, basato sulla versione maggiorata (GPO71P, costruita in 5 esemplari, da 80 t) del GBO15P, un veicolo 6x6 da 60 t, sempre concepito per l'uso in aree desertiche, e costruito in 45 esemplari tra il 1957 e il 1960.